# دومنیتس
دومنیتس (به آلمانی: Domnitz) یک منطقهٔ مسکونی در آلمان است که در لبیون-وتین واقع شده‌است. دومنیتس ۷۳۶ نفر جمعیت دارد.